# Кеппен Петро Іванович
Кеппен Петро Іванович (нім. Peter von Köppen, 19 лютого (2 березня) 1793 — 23 травня 1864, Харків) — вчений німецького походження, академік, один із засновників Російського географічного товариства. Є автором праць з історії, географії, етнографії, демографії та статистики.

## Життєпис
Народився 19 лютого 1793 р. у Харкові. У 1809-1814 рр. навчався у Харківському університеті.
1819 р. — магістр правознавства Кеппен працював в поштовому департаменті Петербурга. 1819 р. — перша подорож до Криму.
1848 року Кеппен видав перший «Етнографічний атлас Європейської Росії» («Этнографический атлас Европейской России». Петро Кеппен організував систематичний збір статистичних даних про кількість та національний склад населення Росії. У «Етнографічний атлас Європейської Росії» увійшло 77 кольорових карт всіх російських губерній, «Спеціальна карта Західної частини Російської імперії» та два варіанти «Етнографічної карти Європейської Росії» російською та німецькою мовами. Статистична таблиця «Числительные показания об инородцах, обитающих в Европейской России» та зміст атласу написані від руки..
1851 р. у Санкт-Петербурзі «Етнографічна карта Європейської Росії» («Этнографическая карта Европейской России») була видана окремо. Це перша в Росії карта етнічного складу (за ознакою «племінної приналежності») населення Європейської частини імперії. Карта була складена в масштабі 75 верст в дюймі (1 : 3 150 000). Над розробкою мапи автор працював протягом багатьох років. В основу цієї карти були покладені матеріали статистичної VIII ревізії (1834 р., перший перепис населення в Росії відбудеться лише у 1897 р.), а також адміністративнополіцейських обчислень і церковного обліку 1840-их рр. Однак тут не наводилися дані про чисельність і розселення українців, росіян і білорусів. При її складанні використовувалися і дані, зібрані в ході службових поїздок П. І. Кеппена..
Помер 23 травня 1864 р. у Криму.
Праці Кепенна використовував Миркович Михайло Федорович.

## Родина
1. Донька Олександра — дружина Вільгельма Келлера, виноградаря, директора (1862—1865 рр.) Нікітського ботанічного саду.
2. Син Фрідірх Кеппен — ентомолог.
3. Син Владімір Кеппен — метеоролог та кліматолог.

## Наукові праці
- «Кримський збірник. Про старожитності Південного берега Криму та гір Таврійських»(1836—1837).
- «Етнографічна карта Європейської Росії»(1851)
- «Про Олешківські рухомі піски» (Об Алешковских летучих песках / [Соч.] г. акад. П. И. Кепена. — [Санкт-Петербург, 1841]. -18 с.)
- «Списки населених пунктів Російської імперії»(тт.1-65)
- Карта Південного берега Криму (на 4-х аркушах)
- Этнографический атлас Европейской России, составленный Петром Кеппеном. — 1848 г. — СПб. — 82 л.: 77 л. карт.
- Кеппен П. О древностях Южного берега Крыма и гор Таврических / сочинение Петра Кеппена ; изд. по распоряжению М. С. Воронцова. — СПб. : Печатано при Император. Акад. Наук, 1837. — 434 с. — (Крымский сборник). [Архівовано 9 серпня 2020 у Wayback Machine.]